# أستراليا المفتوحة 2008
هنا قائمة للفائزين ببطولات أستراليا المفتوحة لسنة 2008:

## الكبار

### فردي رجال
نوفاك ديكوفيتش هزم  جو ويلفرد تسونجا 4–6, 6–4, 6–3, 7–6(2)

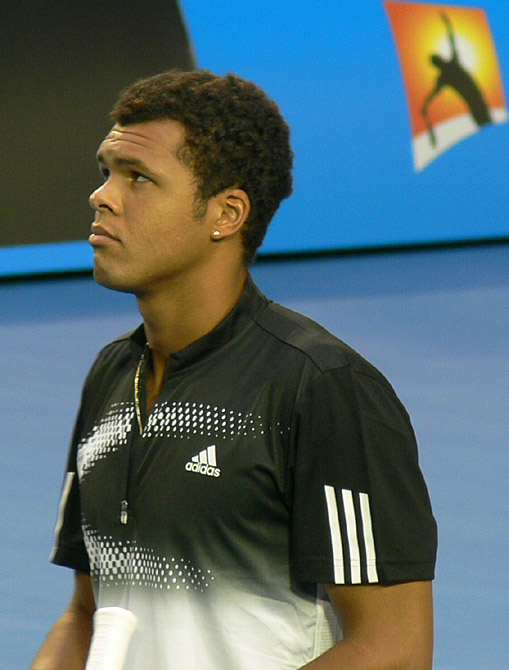
تسونجا أذهل عالم كرة المضرب بوصوله للنهائي.

- أولى ألقاب ديكوفيتش في السنة، والثامن في مشواره، وأول بطولة كبرى في الفردي لصربيا.

### فردي سيدات
ماريا شارابوفا هزم  آنا ايفانوفيتش, 7–5, 6–3
- أول ألقاب شارابوفا في السنة، وال 17 في مشوارها.

### زوجي رجال
جوناثان إيرليتش و  أندي رام هزم  ارنو كليمان و ميشيل لودرا, 7–5, 7–6(4)
- أول بطولة كبرى يفوز فيها الثنائي بعد عدة بطولات ATP.
- أول بطولة كبرى لإسرائيل في زوجي الرجال.

### زوجي سيدات
اليونا بوندارينكو و كاترينا بوندارينكو هزم  فيكتوريا أزارينكا و شاهار بير, 2–6, 6–1, 6–4

### زوجي مختلط
سن تيانتيان و نيناد زيمونيتش هزم  سانيا ميرزا و ماهيش بوباثي, 7–6(4), 6–4

## الشباب

### فردي أولاد
بيرنارد توميتش هزم  يانغ تسونغ هوا, 4–6, 7–6(5), 6–0

### فردي بنات
ارانتشا روس هزم  جيسيكا مور, 6–3, 6–4

### زوجي أولاد
هسايه تشنج بينج و يانغ تسونغ هوا هزم  فاسك بوسبيسيل و سيزار راميريز, 3–6, 7–5, [10]–[5]

### زوجي بنات
كسينيا لايكينا و أنستازيا بافلينكوفا هزم  إيلينا بوغدان و ميساكي داوي, 6–0, 6–4

## وصلات خارجية
- الموقع الرسمي